# Dylan och Blake Tuomy-Wilhoit
Dylan och Blake Tuomy-Wilhoit är två amerikanska tvillingar, som var barnskådespelare under några år. De föddes den 29 november 1990 med 19 minuters mellanrum (Dylan är den äldre brodern), i Los Angeles, Kalifornien, USA. Deras föräldrar är Karen Tuomy och Jeff Wilhoit, och är kusiner till skådespelerskan Lisa Wilhoit. De har också en 12 år yngre lillasyster, vid namn Sophie.
Dylan spelade Alexander "Alex" Katsopolis och Blake hans tvilling Nicholas "Nicky" Katsopolis i den berömda TV-serien Huset fullt 1992-1995. 
Förhoppningen var att de skulle göra lika stor succé som Mary-Kate och Ashley Olsen, som båda spelade Michelle i serien, men det gjorde de aldrig, eftersom Tuomy-Wilhoit-tvillingarna slutade med skådespeleri direkt efter att Huset fullt slutat. De ville leva normala liv.
Dylan bar oftast blå eller gröna kläder i Huset fullt, medan Blake oftast bar gult, orange eller rött.